# Calycomyza humeralis
Calycomyza humeralis är en tvåvingeart som först beskrevs av Roser 1840.  Calycomyza humeralis ingår i släktet Calycomyza och familjen minerarflugor. Arten är reproducerande i Sverige. Inga underarter finns listade i Catalogue of Life.